# Cronaca di Peterborough
La Cronaca di Peterborough (detta anche Manoscritto di Laud) è una delle versioni della Cronaca anglosassone. Contiene elementi unici in riferimento alla storia dell'Inghilterra dopo la conquista normanna. Secondo il filologo J. A. W. Bennett, sarebbe il solo testo di storia in prosa in lingua inglese conosciuto tra il 1066 e il XIV secolo.
Le Cronache anglosassoni furono redatte e aggiornate in diversi monasteri inglesi e rappresentavano un tentativo di riassumere la storia dell'isola dalla sua cristianizzazione. Iniziano generalmente con la nascita di Cristo, presa dalla Bibbia e dalla storia della Roma antica, per poi risalire cronologicamente fino alla data di stesura. Tutte le principali abbazie dell'epoca possedevano un proprio volume delle Cronache, questo ne faceva dei testi unici, difficilmente comparabili tra di loro non essendo uniformi in nessuna parte. Vi era invece una riproduzione di testi più antichi: ogni qual volta un nuovo monastero veniva fondato, riceveva dai conventi più antichi un testo da copiare, che quindi era identico per la parte iniziale, ma poi di anno in anno veniva redatto autonomamente, divergendo quindi dall'originale a partire dalla data di fondazione del monastero. Questo è evidente per Peterborough, dove un incendio costrinse i redattori a riprendere le cronache di altri monasteri fino al 1120.
Quando Guglielmo il Conquistatore si impadronì dell'Inghilterra e l'anglo-normanno divenne la lingua ufficiale, si smise di aggiornare le Cronache anglosassoni. Nello stesso tempo però, i monaci dell'abbazia di Peterborough continuarono a scrivere nuovi capitoli nella loro. Se le Cronache anglosassoni non sono una rigorosa opera storica, ed obbligano dunque a riferirsi a libri di storia scritti in latino (come la Gesta Regum Anglorum di Guglielmo di Malmesbury), si tratta pur sempre di uno dei primi resoconti per quanto riguarda il periodo 1070-1154 in Inghilterra, scritto in inglese e da un punto di vista esterno rispetto alla corte.
La Cronaca è anche una preziosa fonte di informazioni sulla nascita del medio-inglese. Per esempio, la prima continuazione è scritta in tardo inglese-antico, ma la seconda inizia a presentare forme miste, fino alla sua conclusione, che viene redatta in una forma primitiva, ma chiara, di medio-inglese. Le novità linguistiche presenti nella seconda continuazione sono numerose, e vi si trova almeno una grande innovazione: il pronome femminile she appare per la prima volta nella Cronaca di Peterborough, nella forma di scæ (Bennett).

## L'incendio e le continuazioni
La Cronaca di Peterborough è oggi riconosciuta come una delle quattro versioni della Cronaca anglosassone, insieme alla Cronaca di Winchester, la Cronaca di Abingdon e la Cronaca di Worcester, ma da queste non è totalmente distinta (Bennet, "Early"). Un incendio a Peterborough devastò la biblioteca del monastero, e la prima parte della Cronaca anglosassone della città è dunque una copia della Cronaca di Winchester (Ramsay). Per l'XI secolo, i due testi invece divergono, e si presume che una proto Cronaca del Kent, portavoce di interessi nazionalisti e regionalisti, fu la fonte per quanto riguarda quegli anni; ma tale dato resta un'ipotesi (Cambridge). I cronisti di Peterborough impiegarono certamente molteplici fonti per coprire gli anni mancanti, ma lo scioglimento dei monasteri rende qualsiasi dato molto incerto. Comunque sia, le interpolazioni sul XII secolo, fino al 1122, sono un mix di testi tratti da altre cronache, mescolate e inframezzate tra loro. Tale complessità dà dunque adito all'ipotesi di un'unica cronaca che fece da fonte.
A partire dal 1122 il manoscritto di Peterborough diviene unico. Il documento della cronaca viene dunque diviso in "prima continuazione" e "seconda continuazione", quest'ultima parte dal momento dell'incendio e della copia. Le due parti sono sui generis, sia per i contenuti che per lo stile. La "prima continuazione" copre il periodo 1122-1131, la seconda quello tra il 1132 e il 1154 e il regno di re Stefano di Inghilterra.

### Prima continuazione (1122–1131)
Se la "seconda continuazione" è la più importante, la prima include delle testimonianze uniche circa gli avvenimenti nella regione di Peterborough, e offre una panoramica sulla vita del popolo. La "prima continuazione" riguarda la conquista, l'incursione di Sven di Danimarca e le voci di altre insidie intorno al trono. Allo stesso tempo, non si fa riferimento a nessun tentativo di spodestare o cacciare Guglielmo e i suoi figli. Una testimonianza incerta parla proprio dell'incendio dell'abbazia di Peterborough, e fa risalire la sua causa alla vita peccaminosa dei monaci. Questa sezione tratta inoltre di scandali ecclesiastici, come il ricorso, da parte dell'abate di Glastonbury, a truppe mercenarie per controllare la sua zona di influenza. Peraltro, la lingua inizia a cambiare significativamente, mischiando vocaboli e sintassi dell'inglese antico con quelli del medio (quindi semplificazione dei pronomi e dei verbi forti, diminuzione delle declinazioni).
Gli autori di entrambe le sezioni nutrono simpatia per l'uomo comune. Come suggerisce Bennet, quella di Peterborough è l'unica cronaca del tempo in cui traspare la compassione dei religiosi. Nella "prima continuazione" traspare inoltre l'indignazione per l'impiccagione di 44 ladri nel 1122, alcuni dei quali innocenti, oltre che per l'incendio del monastero di Gloucester. L'autore suggerisce che le imposte erano troppo elevate, e questo costringeva i poveri contadini a scegliere tra la morte per fame e il furto. I nobili appaiono dunque come doppiamente colpevoli: uccisori crudeli di poveri innocenti, e colpevoli del peccato di avarizia. Quando re Enrico I d'Inghilterra nominò un suo parente abate di Peterborough (questi aveva già ricoperto tale incarico a Saint-Jean-d'Angély), l'autore si sofferma sull'illegalità e l'ingiustizia di tale nomina. L'autore dice inoltre che la caccia selvaggia in quegli anni era molto praticata, e questo rappresentava un cattivo augurio. Quando l'abate nominato morì, il monaco dice che si tratta del castigo divino, poiché aveva tentato di riunire il monastero alla Congregazione cluniacense e di fare di suo nipote il suo successore, « oc Crist it ne uuolde » ("ma il Cristo non lo permise affatto").

### Seconda continuazione (1132–1154)
La seconda continuazione è sintetizzabile in una solo voce: quella che riguarda la Guerra civile inglese (1135-1154). Si presume che il testo sia stato dettato (visto che la lingua riflette una forma di alto medio-inglese che la situa dopo l'epoca di Stefano e Matilde) o scritto come i ricordi di un solo vecchio monaco. Si tratta di una narrazione a tinte forti, che richiama la tortura, la paura, la confusione e la carestia.
Enrico I morì nel 1135, e sia Stefano d'Inghilterra che l'Imperatrice Matilde avevano dei diritti sul trono. L'autore descrive la rivolta dei baroni contro Stefano, l'evasione di Matilde, e le malefatte commesse a danni del popolo da parte dei soldati dei baroni. L'autore biasima Stefano, "dolce e buono" quando invece era il momento di dimostrarsi duri e forti. Quando questi catturò i baroni rivoltosi infatti, li liberò subito dopo in cambio di un giuramento di alleanza. Così l'autore:
« Þa the suikes undergæton ðat he milde man was and softe and god, and na iustise ne dide, þa diden hi alle wunder » (1137)
(«Quando questi uomini compresero che Stefano era un uomo cortese, sia dolce che buono, e non voleva commettere ingiustizie, rimasero stupefatti. ») Cecily Clarke Ed, Oxford 1958
I baroni tentarono allora di racimolare la maggior quantità di denaro nel minor tempo possibile: necessitavano di soldi e braccia per costruire dei castelli (che l'autore considera edifici nuovi e rari), e derubavano quindi chiunque capitasse nella loro strada:
« æuric rice man his castles makede and agænes him heolden; and fylden þe land ful of castles. Hi suencten suyðe þe uurecce men of þe land mid castelweorces; þa þe castles uuaren maked, þa fylden hi mid deoules and yuele men. Þa namen hi þa men þe hi wendan ðat ani god hefden, bathe be nihtes and be dæies, carlmen and wimmen, and diden heom in prisun and pined heom efter gold and syluer untellendlice pining; for ne uuaeren naeure nan martyrs swa pined alse hi waeron. »
(«Ogni nobile costruì dei castelli e li eresse contro il re; essi riempirono il Paese di castelli. Per costruirli oppressero peccaminosamente la povera gente del popolo; e quando gli edifici furono costruiti, riempirono il Paese di demoni e uomini malvagi. Allora i baroni si impossessarono di chi stava peggio, di notte come di giorno, uomini come donne, li gettarono in prigione e li torturarono con pene indicibili per avere il loro oro, il loro argento, e mai vi furono martiri torturati come loro».)
L'autore simpatizza per contadini e artigiani ed evoca la devastazione del Paese, egli è indignato per il racconto colmo di torture che deve riportare, e si lamenta:
«Me henged up bi the fet and smoked heom mid ful smoke. Me henged bi the þumbes other bi the hefed and hengen bryniges on her fet. Me dide cnotted strenges abuton here hæued and uurythen it ðat it gæde to þe haernes… I ne can ne I ne mai tellen alle þe wunder ne all þe pines ðat he diden wrecce men on þis land.»
(«Questi, appendendone uno per i piedi, gli riempirono i polmoni di fumo. Un altro lo appesero per i pollici, e un altro ancora per la testa e questi ebbe delle cotte di maglia appese ai piedi. Poi misero una corda a nodi intorno alla testa di uno, e la strinsero così bene che questa penetrò fino alle sue cervella... Non posso ricordare tutte le atrocità e i delitti che compirono contro gli infelici uomini di questo Paese.»)
Morte e carestia si susseguivano, le fattorie venivano saccheggiate e i contadini uccisi. Se due o tre cavalieri entravano in un villaggio, racconta il monaco, tutti fuggivano, per paura che fosse un ladro. I commerci quindi, calarono nettamente, e i viaggiatori che possedevano denaro venivano derubati o uccisi durante il cammino. I baroni si dichiaravano « senza Dio". Il cronista riporta che il popolo diceva apertamente che Cristo si era addormentato, e con lui i santi; e prosegue dicendo che "soffrimmo diciannove inverni per i nostri peccati ».
Dopo il racconto dell'anarchia, il cronista prosegue con gli avvenimenti ecclesiastici. Parla dell'abate Martino, che rimpiazzò l'illegittimo Enrico, come di un buon abate. Egli fece ricostruire il tetto del monastero e traslocò i monaci in un nuovo edificio. A detta dell'autore, l'abate riguadagnò anche alcune terre monastiche fino a quel momento trattenute dai nobili con la forza. La Cronaca termina con l'arrivo di un nuovo abate alla morte di Martino, un tale William, che senza dubbio pose fine alla stesura della Cronaca.

## Autore unico
Le due continuazioni di Peterborough simpatizzano con i poveri, e questo le rende uniche o quasi nell'ambito delle cronache storiche latine e inglesi. Esse sono inoltre maggiormente incentrate sulla vita all'esterno dell'abbazia rispetto alle altre Cronache. La Cronaca generale è un po' isolata. Se la maggior parte delle versioni riportano gli avvenimenti nazionali, come il succedersi dei re o lo scorrere dei regni, le informazioni riguardanti i dintorni del monastero sono limitate. Presagi e auguri sono coperti, ma i cronisti parlano raramente delle alleanze politiche (come fa il cronista della seconda continuazione denunciando i vescovi alleatisi con Matilde) o la legalità della sovranità monastica (come si legge nella prima continuazione riguardo all'arrivo dell'abate Enrico). I monaci che scrissero la continuazione a Peterborough stavano sia prendendo deliberatamente un nuovo orientamento (forse sotto l'influsso dell'abate Martino), sia proseguendo un tipo di cronaca tipico del loro monastero (e che fu perso durante l'incendio). Sembra poco probabile che Peterborough abbia avuto un monastero lassista o secolare, dato che la descrizione della vita peccaminosa come causa dell'incendio non avrebbe comunque reso l'abbazia unica al suo tempo.
Le continuazioni sono inoltre uniche per quanto riguarda i loro cambiamenti stilistici. Copiando la versione di Winchester, l'ortografia e la sintassi dell'inglese antico sono preservate, ma giungendo alla parte originale, la lingua passa immediatamente a forme più recenti. Visto che il prestito deve avere avuto luogo subito prima della stesura delle continuazioni, le modificazioni possono riflettere sia un tentativo massiccio da parte degli autori di avvicinarsi al volgare, sia rapidi cambiamenti linguistici avvenuti sotto l'influenza normanna. Essendo la cronaca in prosa, non vi è alcun aspetto artificiale dei versi che intacchi il preservarsi degli arcaismi linguistici, e gli storici della lingua inglese possono scoprire in queste pagine le origini del medio-inglese.

## Storia del manoscritto
Il manoscritto della Cronaca si trova attualmente alla Bodleian Library. Fu donato alla biblioteca da William Laud, a quel tempo cancelliere della Oxford university e arcivescovo di Canterbury, il 28 giugno 1639. Il manoscritto appartiene ad un gruppo di altri documenti che a loro volta fanno parte della terza donazione che Laud fece alla biblioteca negli anni precedenti alla Prima rivoluzione inglese.